# Rhododon
Rhododon, monotipski biljni rod iz porodice medićevki smješten u podtribus Clinopodiinae, dio tribusa Saturejeae, potporodica Nepetoideae. Jedina vrsta je R. ciliatus, „teksaška pješčana metvica”, jednogodišnja biljka u pustinjskim dijelovima Teksasa, endem. Rod je opisan 1939. godine.

## Sinonimi
- Hedeoma ciliata (Benth.) Benth.; Prodr. [A. P. de Candolle] 12: 245 (1848), nom. illeg.
- Hedeoma texanum Cory; Rhodora 38: 405 (1936)
- Keithia ciliata Benth.; Labiat. Gen. Spec. 732 (1835)
- Rhododon angulatus (Tharp) B.L.Turner; Phytologia 78: 449 (1995)
- Stachydeoma angulata Tharp; Brittonia 5: 304 (1945)
- Stachydeoma ciliata (Benth.) Small; Fl. S. E. U. S.: 1040 (1903)
- Stachydeoma duvalii Tharp; Brittonia 5: 306 (1945)

## Vanjske poveznice
- Photos of Kurzamra pulchella